# Ivar Eilert Schartau
Ivan Eilert Schartau, född den 19 februari 1785 i Lund, död 1867 i Stockholm, var en svensk militär och urkundsutgivare.
Ivar Eilert Schartau hette ursprungligen Barfoth, men tog sig namnet Schartau efter sin styvfar, prosten Henric Schartau. Han avlade filosofisk examen samt kansli- och hovrättsexamen vid Lunds universitet, ingick 1807 som volontär vid Mörnerska husarerna, deltog i kriget i Pommern samma år och blev 1808 löjtnant vid skånska lantvärnet. Schartau tjänstgjorde 1809–1812 som extra ordinarie kanslist i hovkanslerns byrå och beordrades 1812 till adjutant vid Södra skånska infanteriregementet, där han 1814 blev löjtnant. Han var med i Tyskland och Norge 1813–1814 och fick 1817 kaptens avsked samt ägnade sig därefter åt skötseln av sin egendom. Schartau, som 1811 vann Svenska akademiens pris för skaldestycket Medborgaren, utgav Hemliga handlingar hörande till Sveriges historia efter konung Gustaf III:s äntrade till regeringen (3 delar, 1821–1825). Samlingen utsattes för åtskilliga angrepp på grund av att den utgjordes av handlingar som klandrar Gustav III. I förordet till tredje delen försvarade sig utgivaren med, att han "på många ställen uteslutit eller mildrat de uttryck, som synts honom alltför passionerade".